# سعاد فزاني
سعاد فزاني هي سباحة ليبية، شاركت في ثلاثة أحداث في الألعاب الأولمبية الصيفية لعام 1980.

## روابط خارجية
- سعاد فزاني على موقع أوليمبيديا (الإنجليزية)